# 短尾鼩屬
短尾鼩屬 Anourosorex，鼩鼱科的一屬，包括：
- 短尾鼩（学名：Anourosorex squamipes），Milne-Edwards于1870年命名。分布于中国大陆陕西、贵州、云南、甘肃、四川、湖北等地，以及緬甸西北部，泰國北部，和越南北部。该物种的模式产地在四川宝兴。[2]
- 阿薩姆短尾鼩（学名：Anourosorex assamensis）。分布于印度東北部。
- 大短尾鼩（学名：Anourosorex schmidi）。分布于不丹等地。
- 台湾短尾鼩（学名：Anourosorex yamashinai），Kuroda于1935年命名。分布于台湾。该物种的模式产地在台湾北部。[3]